# Lasianthus kinabaluensis
Lasianthus kinabaluensis är en måreväxtart som beskrevs av Otto Stapf. Lasianthus kinabaluensis ingår i släktet Lasianthus och familjen måreväxter. Inga underarter finns listade i Catalogue of Life.